# Groot Holthuizen
Groot Holthuizen is een woonwijk in het oosten van Zevenaar. De wijk ligt aan de snelweg A12 en de spoorlijnen Arnhem-Duitsland en Arnhem-Winterswijk. 
In 2008 werd begonnen met de bouw van 1500 woningen voor ca. 4000 inwoners. Doordat kort daarop door de financiële crisis de huizenmarkt instortte, is anno 2018 pas de helft van de huizen gereed.
Groot Holthuizen wordt verwarmd door een biomassacentrale die op samengeperste houtkorrel gestookt wordt. 
In de plannen van de Stadsregio stond een eigen station gepland bij de wijk, Zevenaar Poort. De aanleg daarvan is in 2013 echter op de lange baan geschoven.